# 伯灵顿 (怀俄明州)
伯灵顿（英語：Burlington）是美国怀俄明州比格霍恩县下属的一座城鎮。该鎮的人口在2000年为250人，2010年有288，2011年则估计有289人。